# علی اصحابی
علی اصحابی (زاده ۳۱ شهریور ۱۳۶۰) خواننده و آهنگساز، موسیقی پاپ اهل ایران است.

## زندگی‌نامه
علی اصحابی در ۳۱ شهریور ۱۳۶۰ در شهر دامغان زاده شد. وی که سه برادر و سه خواهر دارد در ۱۶ سالگی به موسیقی علاقه‌مند شد. او موسیقی را به‌طور رسمی از سال ۱۳۷۹ آغاز کرد. به مدت ۵ سال نزد حمید پناهی، صادقیانی و محمد نوری به فراگیری خوانندگی پرداخت. در اوایل سال ۱۳۸۵ با ترانه «اگه عشق منی» مطرح شد و در شهریور همان سال آلبوم «لاف عاشقی» خود را منتشر کرد.
در سال ۱۳۹۰، او به همراه چند خوانندهٔ دیگر پاپ آلبوم خاص را منتشر کرد. همچنین در بهار ۱۳۹۳، علی اصحابی در اجرای قطعهٔ «می‌شد که» که از طریق شبکه شما سازمان صدا و سیمای جمهوری اسلامی ایران پخش زنده می‌شد، مورد نقد منتقدین قرار گرفت.
او در جشنوارهٔ بیست و هفتم موسیقی فجر در سالن مرکز همایش‌های برج میلاد به همراه ارکستر پاپ صدا و سیما به روی صحنه رفت.
وی تیتراژ مجموعهٔ تلویزیونی «هفت‌سین» ساختهٔ یدالله صمدی و ویژه برنامهٔ نوروزی سال ۱۳۸۹ سیما را با همراهی بهنام صفوی و فرزاد فرزین اجرا کرده‌است. همچنین نخستین بار در تله‌فیلم «میان دو هیچ» به کارگردانی مهیار عبدالملکی به عنوان بازیگر پشت دوربین رفته‌است.
او در بهمن ۱۳۹۶ در برنامهٔ «فرمول یک» صدا و سیما مهمان علی ضیا بود و به افشاگری از درآمدهای بازار موسیقی پرداخت.

## ترانه‌شناسی

### آلبوم‌ها
- لاف عاشقی (۱۳۸۵)[نیازمند منبع]
- تو راست میگی (۱۳۸۹)[نیازمند منبع]
- کولاک (۱۳۹۰)[۱۱]
- دیره (۱۳۹۳)[۱۲]
- ئی‌پی (۱۳۹۴)[نیازمند منبع]
- ئی‌پی ۲ (۱۳۹۵)[نیازمند منبع]

### تک‌آهنگ‌ها
- گفتم دوست دارم (همراه با علی سفلی)
- خیال باطل
- عشق من ۳
- بوی موی تو
- عاشق قدیمی
- باز باران
- جانان
- یک روز
- تو بارون
- پری
- سردار
- خیال تو
- حراج
- صدام کن (همراه با آروین صاحب)
- زندگیم
- خون خدا
- شهر باران
- شاید
- پا به پات
- مهمانی خدا
- خاطرات خوب
- دست خودم نیست (نسخهٔ جدید)
- عکس یادگاری (نسخهٔ جدید)
- شب اوّل جدایی (همراه با امین عطایی)
- حس بی‌رحم
- عشقم عاشقم باش
- صبح سپید
- سکوت مطلق
- خوب یا بد
- عشق من ۲ (ریمیکس همراه با یوسف و رضا وهاب)
- هفت‌سین
- عمر تلف (نسخهٔ جدید)
- تا کی
- شب شده
- شهر خاموش (نسخهٔ جدید)
- عشق من ۲ (همراه با یوسف و رضا وهاب)
- عمر تلف
- خرّمشهر
- دنیای ویرونه
- روانه شو (ریمیکس)
- مغرور (ریمیکس)
- خاص (ریمیکس)
- روانه شو
- احساس مصنوعی
- شوخی (همراه با مسعود سعیدی)
- ای کاش
- دیوار
- غریبه (ورژن اول)
- بی‌خیال (همراه با مانی جامی)
- محشر کبری
- ستاره مشرقی
- تو نزدیکی (همراه با فرزاد فرزین و بهنام صفوی)
- ناتو (همراه با علیرضا طلیسچی و حمیدرضا عصار)
- مو گندمی